# 熊本県道・宮崎県道144号槻木田代八重線
熊本県道・宮崎県道144号槻木田代八重線（くまもとけんどう・みやざきけんどう144ごう つきぎたしろばえせん）は、熊本県球磨郡多良木町から宮崎県小林市に至る一般県道である。

## 概要
熊本県球磨郡多良木町大字槻木から宮崎県小林市須木中原に至る。

### 路線データ
- 起点：熊本県球磨郡多良木町大字槻木（宮崎県道・熊本県道143号中河間多良木線交点）
- 終点：宮崎県小林市須木中原（国道265号交点）

## 歴史
- 1974年（昭和49年）
  - 9月12日 - 熊本県告示第734号により熊本県側の路線認定[1]。
  - 9月13日 - 宮崎県告示第997号の2[2]により宮崎県側の路線認定。当時の整理番号は236。

## 地理

### 通過する自治体
- 熊本県
  - 球磨郡多良木町
- 宮崎県
  - 小林市

### 交差する道路
| 交差する道路                          | 都道府県名 | 市町村名 | 市町村名 | 交差する場所 | 交差する場所 |
| ------------------------------------- | ---------- | -------- | -------- | ------------ | ------------ |
| 宮崎県道・熊本県道143号中河間多良木線 | 熊本県     | 球磨郡   | 多良木町 | 大字槻木     | 起点         |
| 国道265号                             | 宮崎県     | 小林市   | 小林市   | 須木中原     | 終点         |

### 沿線
- 多良木町立槻木小学校
- 槻木川（大淀川支流）
- 田代八重ダム